# Luci Anneu Cornut
Luci Anneu Cornut   (Leptis Magna, c. dècada del 10 dC - c. dècada del 80 dC) (en llatí Lucius Annaeus Cornutus, en grec Ἀνναῖος Κορνοῦτος) va ser un filòsof romà, comentarista d'Aristòtil.
No es coneixen gairebé detalls de la seva vida. Diògenes Laerci va escriure la seva biografia però l'obra es va perdre. Suides en parla, però barreja la seva vida amb l'historiador Cornut.
Va néixer a Leptis Magna a la Tripolitana i probablement va ser esclau de la casa dels Anneii, que es distingien per la seva afició a les activitats literàries. Va rebre la manumissió, i d'aquí el seu nom d'Anneu. Va ser el mestre i amic del poeta Persi (Persius), al que va influir en els gustos culturals i el desenvolupament intel·lectual. Neró el va enviar a l'exili (cap a l'any 68 diu Jeroni d'Estridó) per haver criticat massa els intents literaris de l'emperador. Dió Cassi diu que era un home amb grans coneixements.
Una de les produccions filosòfiques més importants de Cornut va ser l'obra sobre les Categories d'Aristòtil, que va influir després en Simplici i Porfiri. Cornut sembla que estava molt a favor de les opinions d'Aristòtil, ja que va escriure una obra contra un oponent del filòsof grec, Atenodor Cananita, que portava per títol (Ἀντιγραφὴ προς Ἀθηνόδωρον). També va escriure una obra filosòfica (Ἐλληνικὴ Θεολογία), un tractat, que es conserva molt mutilat (Περί τῆς τῶν Θεῶν Φύσεως) i que alguns autors consideren un resum de les seves opinions filosòfiques, i altres obres que es van perdre totalment.